# Türkmenistanyň Kommunistik Partiýasy (1998)
Die heutige Türkmenistanyň Kommunistik Partiýasy ((TKP)/ Түркменистаның Коммунистик Партиясы (ТКП), russisch Коммунистическая партия Туркменистана, en.: Communist Party of Turkmenistan) ist eine verbotene kommunistische Politische Partei in Turkmenistan. Sie wurde 1998 gegründet.
Die ursprüngliche Türkmenistanyň Kommunistik Partiýasy der Turkmenischen Sozialistischen Sowjetrepublik wurde 1924 gegründet. Sie wurde im Dezember 1991 aufgelöst und in Demokratische Partei Turkmenistans umbenannt. Seither ist sie die herrschende Partei unter Präsident Gurbanguly Berdimuhamedow.
Bereits 1992 wurde ein Organizing Committee for the Restoration of the Communist Party gegründet aber die Partei wurde nicht legalisiert. 1998 konnte ein konstituierender Kongress der TKP durchgeführt werden und bis 2002 operierte die Partei halb-legal. In dieser Periode wurde Serdar Rahimow, ein früherer Botschafter in Pakistan Führer der KPT und die Partei wurde Mitglied der Union der Kommunistischen Parteien – Kommunistische Partei der Sowjetunion (SKP – KPSS). Am 25. November 2002 wurden in Aşgabat um sieben Uhr morgens Schüsse auf Präsident Saparmyrat Nyýazows Konvoi abgefeuert. In der Folge wurden ca. 60 Personen verhaftet, darunter auch Serdar Rahimow, und zu langen Haftstrafen verurteilt. Seither existiert die TKP nur noch im Untergrund.